# ISO 9362
ISO 9362 — стандарт, який встановлює універсальний метод ідентифікації учасників фінансових розрахунків. Офіційна назва стандарту — «Банківська справа. Банківські телекомунікаційні повідомлення. Ідентифікаційні коди банків».
Стандарт створений на основі розробленого компанією SWIFT методу ідентифікації банків — членів мережі SWIFT. При цьому компанія SWIFT закріплена в ролі уповноваженої органу ISO по реєстрації кодів банків.

## Див також
CIPS